# Kornacice
Kornacice is een plaats in het Poolse district  Opatowski, woiwodschap Święty Krzyż. De plaats maakt deel uit van de gemeente Opatów en telt 190 inwoners.